# Regina Liliental
Regina Liliental, z domu Eiger (ur. 24 listopada 1875 w Zawichoście, zm. 4 grudnia 1924 w Warszawie) – polska etnografka, publicystka i tłumaczka żydowskiego pochodzenia. Pionierka badań nad literaturą ludową i obrzędowością żydowską.

## Życiorys
Urodziła się 24 listopada 1875 roku w Zawichoście, w częściowo spolonizowanej rodzinie żydowskiej jako Gitla Eiger, córka Moszego i Blimy Fajgi z Halpernów. Jej prapradziadkiem był talmudysta Akiwa Eger. Kształciła się w progimnazjum żeńskim w Sandomierzu (1884–1888), gdzie zaczęła się posługiwać imieniem Regina.
Po wyjściu za mąż w 1896 roku za Nuchima (Natana) Lilientala przeprowadziła się do Warszawy. Choć jako etnograf nie posiadała z początku formalnego wykształcenia, uzupełniła edukację na Uniwersytecie Latającym. Wykłady z etnologii Ludwika Krzywickiego zainspirowały ją do podjęcia własnych, pionierskich badań etnograficznych żydowskiej obrzędowości i kultury ludowej. Znajomość języków żydowskich i wyniesiona z domu wiedza na temat judaizmu sprawiły, że interesujące ją zagadnienia zgłębiała i przedstawiała z wyczuciem i swobodą niedostępnymi innym polskim badaczom. Współpracowała z czasopismami „Wisła” i „Lud”, publikując w nich swoje pierwsze prace, m.in. Przesądy żydowskie (1898), Zaręczyny i wesele żydowskie (1900) czy Życie pozagrobowe i świat przyszły w wyobrażeniu ludu żydowskiego (1902). Od 1924 roku współpracowała także z założonym przez Maksa Weinreicha i Noacha Pryłuckiego periodykiem „Jidisze Filologie”.
Dzięki darowiznom jej i Ignacego Bernsteina, na przełomie XIX/XX wieku etnograficzna kolekcja żydowska w Muzeum Przemysłu i Rolnictwa (obecnie: Państwowe Muzeum Etnograficzne w Warszawie) znacznie się wzbogaciła m.in. o wycinanki, frygi i wypieki obrzędowe.

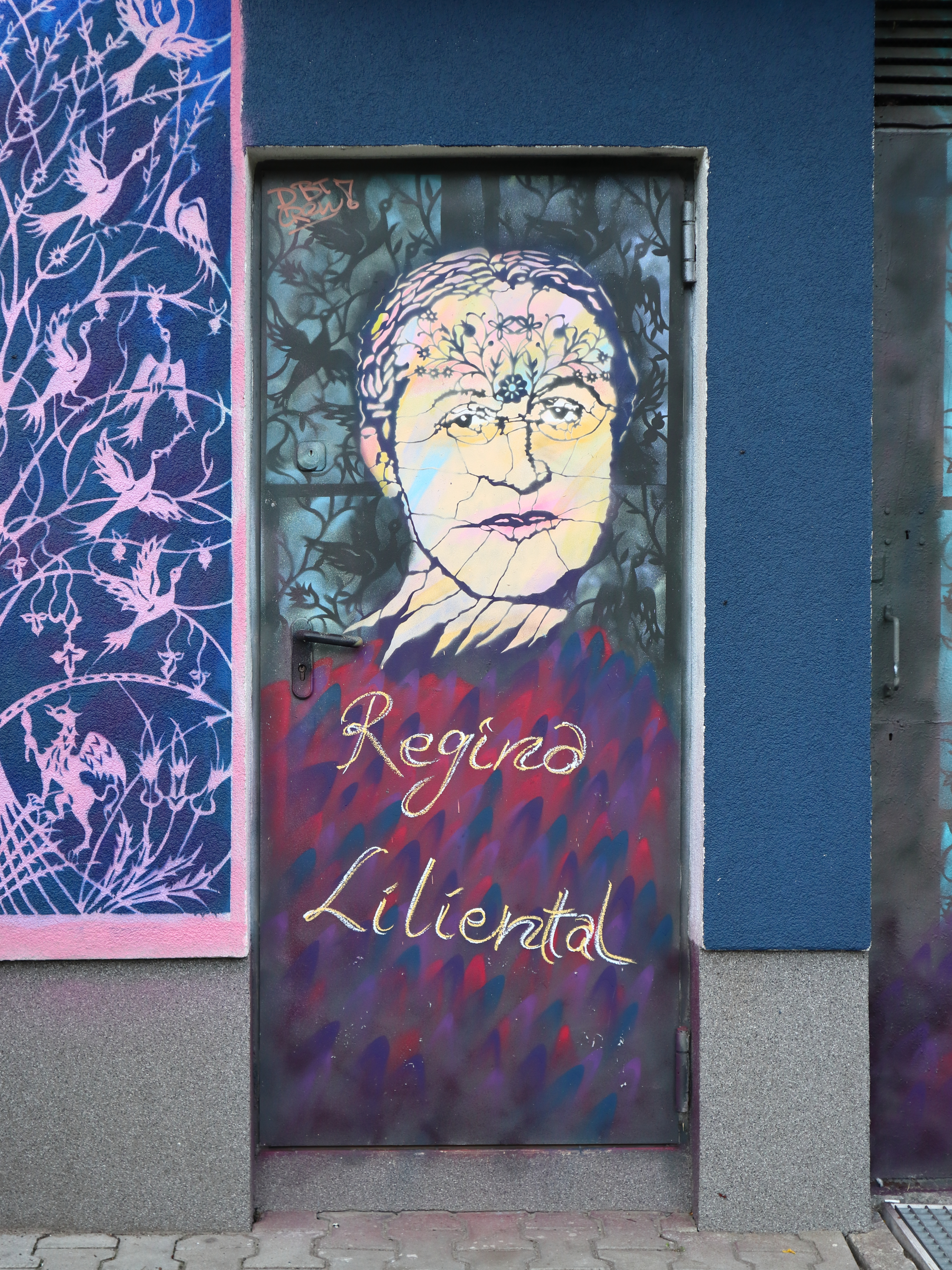
Fragment muralu na bloku przy ul. Dubois 7 w Warszawie przedstawiający Reginę Liliental, 2023

Jako etnografka obserwowała kulturę żydowską z pozycji osoby religijnie wyemancypowanej, o liberalnych poglądach, która pomimo fascynacji żydowską obyczajowością, sama stała na gruncie umiarkowanego kierunku asymilacyjnego jeśli chodzi o niektóre praktyki religijne (Precz z barbarzyństwem! Rzecz o obrzezaniu, W. 1908). Sprzeciwiała się marginalizowaniu kobiet przez role nadawane im przez religie i społeczność. Niejednokrotnie występowała w obronie degradowanego języka jidysz i prawa Żydów do zachowania odrębności kulturowej.
Do jej najważniejszych prac należy synteza Święta żydowskie w przeszłości i teraźniejszości: planowana na pięć tomów praca, której trzy tomy ukazały się w latach 1909–1918, wydane przez Akademię Umiejętności w Krakowie. Duże uznanie przyniosła jej praca Dziecko żydowskie, wydana w 1904 roku (pośmiertnie, w 1927 roku, ukazała się wersja znacznie rozszerzona), która wszechstronnie opisuje obrzędowość rodzinną i zwyczaje ludowe polskich Żydów.
Poza pracą badawczą zajmowała się także przekładem z języka jidysz na polski. Była pierwszą tłumaczką opowiadań Icchoka Lejba Pereca, przełożyła także Pieśni ludowe żydowskie ze zbioru Saula Ginzburga i Petra Marka. Była także jedyną polską badaczką, która przetłumaczyła z jidysz obszerne fragmenty modlitw kobiecych tchines, zwracając uwagę na ich kontekst obyczajowy oraz magiczno-leczniczy.
Do 1923 roku pracowała jako nauczycielka, ucząc historii Żydów polskich w żydowskich gimnazjach żeńskich z polskim jako językiem nauczania. Pomimo problemów zdrowotnych nie zaprzestała pracy naukowej.
Zmarła w wyniku nieudanej operacji 4 grudnia 1924 r., pozostawiając dwoje dzieci – Stanisławę (1897–1988) i Antoniego (1908–1940) – oraz rozpoczęte prace nad 4. tomem Świąt żydowskich w przeszłości i teraźniejszości.